# Dandara Touré
Dandara Touré (sinh ngày 1 tháng 10 năm 1951) là một chính trị gia người Mali. Touré đã làm việc trong giáo dục và quyền của phụ nữ trong nhiều năm. Bà được bổ nhiệm làm Bộ trưởng Xúc tiến Phụ nữ, Trẻ em và Gia đình trong nội các của Cissé Mariam Kaïdama Sidibé vào ngày 16 tháng 2 năm 2012. Cuộc đảo chính Malian 2012 có nghĩa là cô ấy đã bị loại khỏi văn phòng chỉ 34 ngày sau đó. Kể từ đó, Touré đã vận động cải cách dân chủ ở nước này, chống lại những thay đổi trong hiến pháp sẽ làm tăng quyền lực của tổng thống.

## Sự nghiệp
Touré được sinh ra ở Kita vào ngày 1 tháng 10 năm 1951 tại nơi được gọi là Sudan của Pháp. Cô đã được trao bằng cử nhân năm 1973 và bằng thạc sĩ từ Ecole Normale Supérieure của Bamako năm 1977. Touré đã dạy môn sinh học tại các trường công lập ở Malian trước khi học thạc sĩ về sức khỏe cộng đồng thứ hai với chuyên ngành dinh dưỡng từ Đại học Indiana Bloomington. Khi trở về Mali, cô làm việc cho Tổng cục Giáo dục Đại học và trong một dự án chung giữa Bộ Giáo dục và USAID để khuyến khích tuyển sinh nữ trong trường. Năm 1994, Touré trở thành giảng viên khoa học xã hội tại Học viện supérieur de Form et de recherche appliquée và năm 1996 chịu trách nhiệm điều phối 31 tổ chức phi chính phủ cùng làm việc trong chương trình kế hoạch hóa gia đình và phòng chống AIDS. Touré đã tư vấn cho chính phủ về các vấn đề kỹ thuật liên quan đến nghèo đói, suy dinh dưỡng, ngừa thai và cắt âm vật. Bà được chính phủ bổ nhiệm làm Giám đốc vì sự tiến bộ của phụ nữ vào năm 2004. Touré nói tiếng Pháp, tiếng Anh, Bambara và Fulani. Cô đã kết hôn với ba đứa con.
Touré được bổ nhiệm làm Bộ trưởng Xúc tiến Phụ nữ, Trẻ em và Gia đình vào ngày 16 tháng 2 năm 2012 trong nội các của thủ tướng Cissé Mariam Kaïdama Sidibé. Cô phục vụ trong vai trò này chỉ trong 34 ngày, được miễn nhiệm vào ngày 22 tháng 3 do kết quả của cuộc đảo chính Mali 2012. Touré phản đối chính phủ quân sự và trở thành một nhà hoạt động dân chủ. Là chủ tịch của Nền tảng cho phụ nữ trong các đảng đối lập, bà đã lãnh đạo phe đối lập với đề xuất sửa đổi hiến pháp vào tháng 7/8 năm 2017. Bà nói điều này sẽ làm tăng quyền lực của tổng thống, thành lập một thượng viện đắt đỏ của quốc hội và chuyển tiền từ các nguyên nhân của phụ nữ.